# Коритничка река
Коритничка река је река у Србији у сливу Нишаве која настаје код села Ресника, у подножју Суве планине на 570 m надморске висине од неколико мањих токова, Спаја се Нишавом као њена лева притока, код насеља Бела Паланка. Протиче кроз општину Бела Паланка у Пиротском округу. Извире у подножју Суве планине и дугачка је око 10 km. Протиче кроз насеља Горња Коритница, Доња Коритница и Дивљана.
Низводно од села Дивљане Коритничка река је преграђена 1983. године и на том њеном делу формирано је Дивљанско језеро.

## Слив Коритничке реке
Слив Коритничке реке лежи у области истоименог назива — Коритница: између Суве планине на западу и нижих планина: Велико Курило (539), Попов врх (806) и Шљивовички врх (1.256) на истоку. На југоистоку ниска повија Превала (575) код села Беле Воде, повезује слив Коритнице са Лужницом. На северу слив Коритнице је везан са Белопаланачком котлином пробојницом Мокрањског ждрела код села Мокре (445). У њеном сливу је размештено 9 села са око 7.000 становника.
Дужина и површина слива
Дужина Коритничке реке је 18,79 km, а површина њеног слива је 127,64 km². Густина речне мреже у сливу износи свега 0,54 km/km². Половина укупне дужине свих токова у сливу (68,3 km) отпада на периодичне токове. Речна мрежа Коритничка река, има најмању густину речне мреже у поређењу са свим већим рекама у сливу Нишаве, од чега само половина отпада на сталне токове, највише саму Коритничку реку. Сталне површинске притоке Коритничке реке су углавном слабији и кратки неименовани потоци, нарочито са леве долинске стране која је знатно шира од десне. Десне притоке су бројније, али су због ужег залеђа кратке, често периодичне и мање водне.
Шљивовичка река је десна притока Коритничке реке која се у њу улива у Бежишком проширењу, на 538 m надморске висине. То је уски водени ток који настаје спајањем три периодична потока код села Шљивовика, на 687 m надморске висине. 
Најзначајнија лева притока Коритничке реке је Мокранска река. Њен стални водоток почиње од Мокрањског врела, који избија на 350 m надморске висине. Природни наставак Мокранске реке је периодични поток који извире на Сувој планини, на 780 m.
надморске висине.
Остале притоке Коритничке реке су углавном неименовани потоци. Међу сталним притокама, значајнија је она која се са леве стране улива код села Бежишта. Извире западно од врха Куле (805 m) на Сувој планини, а на 534 m се улива у Коритничку,
односно Бежишку реку. Нешто дуже десне притоке су поток Стасовац, који протиче кроз село Ореовац, и неименовани поток који протиче кроз Горњу Коритницу.
Ушће
Ушће Коритничке реке, као њене леве притоке је на 282 m надморске висине, на 64. речном километру.
Геолошка грађа
Највећи део слива покривен је карбонатним творевинама јурске и кредне старости. На западу то су то делови Суве планине, а на истоку највиши делови Шљивовичког врха изграђени од кречњака и доломита барема и апта (креда).

## Галерија
- Уређен извор недалеко од Коритнице
- Стара воденица поред пута и поред Коритнице
- Стене изнад пута и изнад реке Коритнице
- Уређено корито кроз Белу Паланку
- Уређено корито кроз Белу Паланку